# Euparkerella brasiliensis
Espèce
Synonymes
- Sminthillus brasiliensis Parker, 1926

Statut de conservation UICN

 LC  : Préoccupation mineure
Euparkerella brasiliensis est une espèce d'amphibiens de la famille des Craugastoridae.

## Répartition
Cette espèce est endémique de l'État de Rio de Janeiro au Brésil. Elle se rencontre dans la Serra dos Órgãos et les montagnes côtières, jusqu'à 800 m d'altitude.

## Étymologie
Son nom d'espèce, composé de brasil et du suffixe latin -ensis, « qui vit dans, qui habite », lui a été donné en référence au lieu de sa découverte, le Brésil (Brasil en portugais).

## Publication originale
- Parker, 1926 : A new brachycephalid frog from Brazil. Annals and Magazine of Natural History, sér. 9, vol. 18, p. 201-203.